# Mario Botta
Mario Botta (n. 1 aprilie 1943, Mendrisio⁠(d), Cantonul Ticino, Elveția) este un arhitect născut în Mendrisio, cantonul Ticino, Elveția.

## Studii
A studiat la Liceo Artistico din Milano și apoi la Istituto Universitario di Architettura din Veneția. Cei care l-au inspirat au fost Le Corbusier , Carlo Scarpa, Louis Kahn. 
Și-a deschis primul birou de arhitectură în anul 1970 în Lugano.

## Activitatea
Casa proiectată la vârsta de 16 ani este o casă pentru 2 familii în Morbio Superiore din Ticino. In timp ce amenajerile de spatiu din structura nu erau perfecte în legatură cu sit-ul, separarea living-ului de spațiile de servicii,și geamurile adânci ce vor deveni elemente desăvârșite în arhitectura sa.
A lucrat la renovarea teatrului La Scala, fapt ce a produs controverse printre istorici, temându-se că detaliile istorice se vor pierde.

## Distincții
Pe 1 ianurie 2006 a primit premiul Grand Officer din partea din partea președintelui Italiei Carlo Azeglio Ciampi.
În 2006, a proiectat primul său spa, Bergose Spa în Arosa , Elveția. Spa-ul a fost deschis în decembrie 2006 și a costat aproximativ 35 de milioane de franci elvețieni (CHF).
Mario Botta a participat la proiectul Stock Exchange of Visions în 2007.